# Крістін Марі Беркгаут
Крістін Марі Беркгаут (1893–1932) — нідерландська вчена-мікологиня. Вона описала рід Candida у своїй докторській дисертації в Утрехтському університеті у Нідерландах у 1923 році. Ця подія пізніше була відзначена як «початок раціональної систематики дріжджів anascosporogenous».
Крім того, вона описала роди грибів Monilia, Oidium, Oospora та Torula.